# Isla Vao
Vao es un islote frente a la costa noreste de Malakula en Vanuatu. El censo de 1999 mostró una población de 667, que aumentó en 2009 a 898.
En la isla se habla el idioma vao.